# FC Bologna
Der FC Bologna (offiziell: Bologna Football Club 1909 S.p.A.) ist ein 1909 gegründeter italienischer Fußballklub aus der emilianischen Hauptstadt Bologna. Weitere Bezeichnungen sind I Rossoblu („Die Rot-Blauen“) und I Veltri („Die Windhunde“).
In der Zeit von 1925 bis zum Beginn des Zweiten Weltkriegs gehörte der FC Bologna mit sechs gewonnenen Meistertiteln und zwei Siegen im Mitropapokal zu den erfolgreichsten italienischen und europäischen Fußballvereinen. Nach dem Krieg konnte der Klub nicht mehr an die Erfolge anknüpfen; die siebte und letzte Meisterschaft gelang im Jahr 1964.
Heimspielstätte ist das Stadio Renato Dall’Ara, welches Platz für rund 36.500 Zuschauer bietet.

## Geschichte
Am 3. Oktober 1909 wurde der Bologna Foot Ball Club gegründet. Zu dieser Zeit wurden die italienischen Meister noch in Finalrunden ermittelt, die über den Gruppensieg in regionalen Spielklassen erreicht werden konnten. Ab den frühen 1920er Jahren etablierte sich Bologna unter Trainer Hermann Felsner zwar in der Region Emilia-Romagna, konnte sich aber auf nationaler Ebene letztendlich nicht durchsetzen. Ab der Spielzeit 1923/24 zeichnete sich in Italien ein immer geordneterer Spielbetrieb ab, die einzelnen Ligen umfassten größere Regionen und in der 1. Liga Nord (Gruppe B) kristallisierte sich mit dem FC Bologna eine dominierende Mannschaft heraus. So erzielte der Klub mit dem Erreichen des Nord-Finales (der Sieger spielte dann im Meisterschafts-Endspiel gegen den Sieger aus dem Süden) im Juni 1924 den zunächst größten Vereinserfolg. Gegen den Sieger der 1. Liga Nord (Gruppe A), den CFC Genua, unterlag Bologna im Hinspiel mit 0:1. Im Rückspiel auf eigenem Platz konnte schließlich sportlich kein Ergebnis erzielt werden, weil das Spiel in der 84. Minute beim Stand von 1:1 nach Ausschreitungen abgebrochen werden musste und der spätere Meister aus Genua zum 2:0-Sieger erklärt wurde.
In der darauffolgenden Saison kam es zwischen beiden Mannschaften zur Revanche. Wieder setzte sich in der 1. Liga Nord der FC Bologna in der Gruppe B und der CFC Genua in der Gruppe A durch. Die Auseinandersetzung begann am 24. Mai 1925 und endete für Bologna mit einer 1:2-Heimniederlage, für die sich genau eine Woche später in Genua mit einem 2:1-Auswärtssieg revanchierten. Ein Entscheidungsspiel in Mailand sollte am 7. Juni einen Sieger ermitteln, endete aber nach Verlängerung ebenso unentschieden (2:2) wie das zweite Entscheidungsspiel in Turin am 5. Juli (1:1). So wurde am 9. August, inzwischen waren rund zehn Wochen seit dem ersten Spiel vergangen, in Mailand erneut ein Entscheidungsspiel angesetzt, das am frühen Morgen um 7:00 Uhr ohne Zuschauer angepfiffen wurde. Am Ende setzte sich Bologna mit 2:0 durch und errang im gleichen Monat durch wesentlich unspektakulärere Finalspiele gegen Alba Roma (4:0 H, 2:0 A) die erste italienische Meisterschaft.
Der FC Bologna war endgültig ein gefürchteter Gegner und die heimische Spielstätte eine Festung. Nach dem Meistertitel gewann er in der Saison 1925/26 alle seine elf Heimspiele (bei 46:4 Toren) und erreichte zwei Punkte vor dem FBC Turin (der seinerseits ebenfalls alle elf Heimspiele gewann) wieder das Endspiel im Norden. Nach einem 2:2 zuhause und einem 0:0 auswärts musste Bologna fast genau ein Jahr nach dem entscheidenden Sieg gegen Genua wieder zur Entscheidung nach Mailand, wo es dieses Mal mit 1:2 knapp Juventus Turin unterlag.
1926 erfolgte die Umbenennung des Klubs in Associazione Giocare Calcio Bologna (AGC Bologna).
Im Jahr 1929, Bologna war gerade im Entscheidungsspiel in Rom gegen den FBC Turin zum zweiten Mal italienischer Meister geworden, wurde die nationale Fußballliga Serie A mit 18 Mannschaften gegründet. Diese sollte den komplizierten Modus der Vorentscheidungen auf regionaler Ebene und die sich hinziehenden Auseinandersetzungen in Entscheidungsspielen beenden. Das neue Spielsystem bewährte sich und die AGC Bologna etablierte sich auch hier sofort in der vorderen Tabellenhälfte. In den späten 1930er und Anfang der 1940er Jahre erlebte Bologna mit vier gewonnenen Meistertiteln (1936 bis 1941) die erfolgreichste Zeit seiner Vereinsgeschichte.

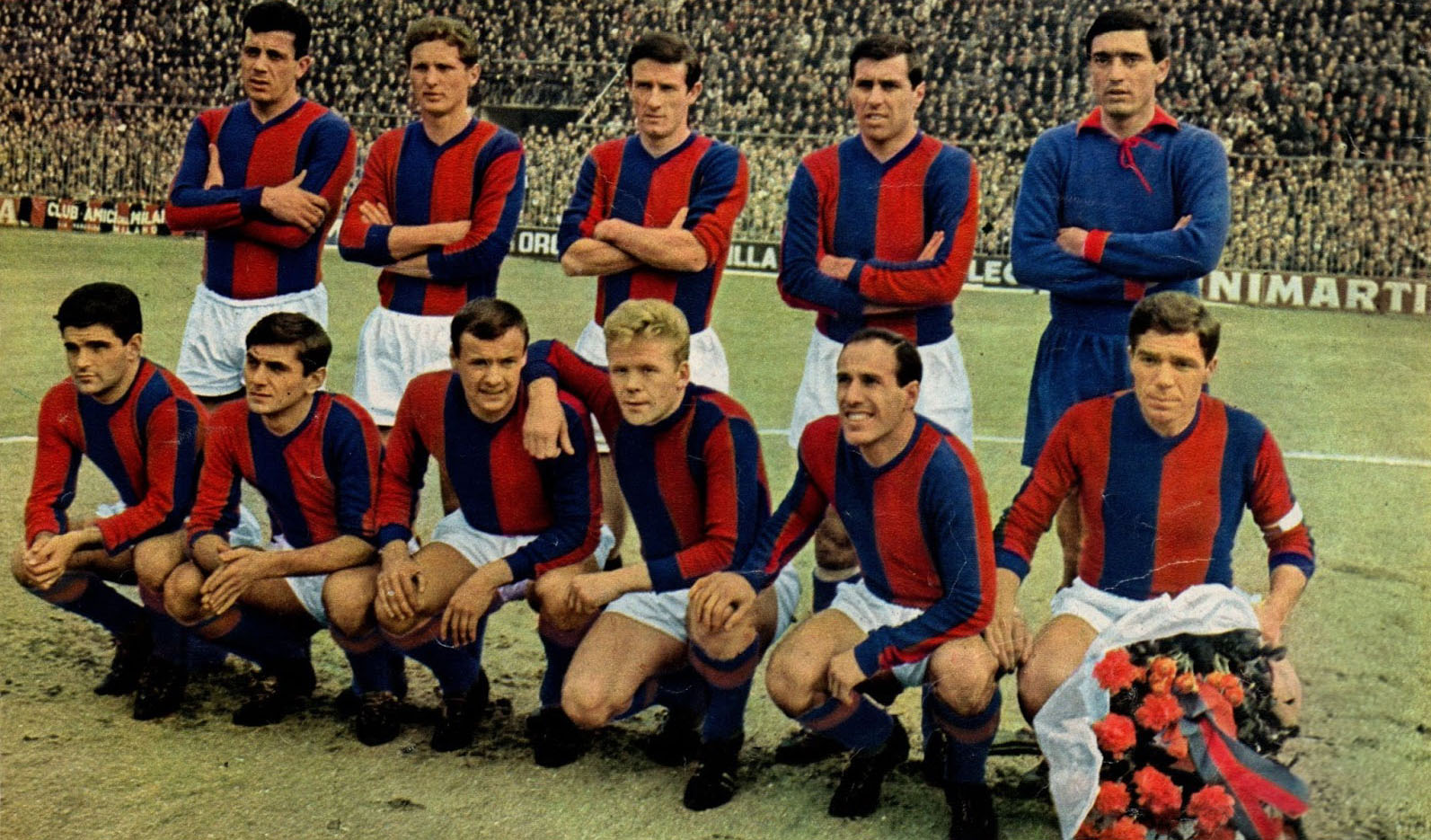
Die Meistermannschaft des FC Bologna der Saison 1963/64. Vordere Reihe, dritter von rechts: Helmut Haller

Der Zweite Weltkrieg beendete diese Ära und der FC Bologna, wie sich der Verein nach Kriegsende wieder nannte, fand nach dessen Ende nicht mehr zur alten Stärke zurück. Lediglich am Anfang der 1960er Jahre gelang dem Klub wieder für einige Jahre der Sprung ins obere Tabellendrittel. Zur Saison 1961/62 trat der Verein erstmals unter dem noch heute verwendeten Namen FC Bologna zum Meisterschaftsbetrieb an, zuvor war der Verein lange unter dem Namen AGC Bologna bekannt gewesen. Mit dem neuen Namen konnte man 1964 sogar noch einmal den Meistertitel gewinnen, zu diesem Erfolg trug der deutsche Nationalspieler Helmut Haller mit starken Leistungen bei. Danach begann aber wieder einer schleichender Übergang ins Mittelmaß, wenngleich in den Jahren 1970 und 1974 im italienischen Pokalwettbewerb zwei weitere Vereinserfolge zu verzeichnen waren. In der Meisterschaft folgten dagegen ab 1977 chronische Sorgen um den Klassenerhalt, die 1982 im erstmaligen Abstieg in die Serie B gipfelten. Erst seit 1996 spielte der FC Bologna wieder durchgehend in Italiens höchster Spielklasse und bestätigte jährlich eine Position im Mittelfeld, ehe er 2005 wieder in die Serie B abstieg. In der Serie B Saison 2007/2008 gelang als Tabellenzweiter erneut der Aufstieg in die Serie A. Danach schaffte es Bologna, sich in der ersten Liga zu etablieren. Diese positive Entwicklung erlebte dann jedoch in der Saison 2013/14 einen herben Rückschlag, als man in der Serie A nur Vorletzter – einzig vor der AS Livorno – wurde und nach sechs Jahren wieder den Gang zurück in die Zweitklassigkeit antreten musste.
Die internationalen Erfolge des FC Bologna sind überschaubar. Nach dem nationalen Titelgewinn im Jahr 1964 erreichte der Klub die Teilnahme am Europapokal der Landesmeister 1964/65, aus dem sie unglücklich ausschieden. Eine 0:1-Niederlage beim RSC Anderlecht konnten die Italiener mit einem 2:1 im Rückspiel noch ausgleichen und im Entscheidungsspiel auch ein 0:0 erzwingen. Der seinerzeit noch übliche Losentscheid endete daraufhin jedoch zum Verdruss der Italiener mit einem Weiterkommen der belgischen Mannschaft. Dieses Pech wiederholte sich zwei Jahre später im UEFA-Pokal, als gegen Leeds United der 1:0-Heimerfolg durch die Engländer im Rückspiel ausgeglichen wurde, das Los aber erneut zu Gunsten des Gegners entschied. 1968 gelang den Italienern mit dem Erreichen des UEFA-Pokal-Halbfinales, in dem sie nach einem 2:3 bei Ferencváros Budapest zu Hause über ein 2:2 nicht hinaus kamen, der größte internationale Erfolg, der mit dem erneuten Erreichen des UEFA-Pokal-Halbfinales 1998/1999 nach Qualifikation über den UI-Cup wiederholt werden konnte. Die Saison 2023/24 schloss der FC Bologna auf dem fünften Tabellenplatz ab, sodass er sich erstmals seit 60 Jahren für die UEFA Champions League qualifizierte. In der Ligaphase der Champions League 2024/25 erreichte man einen Sieg und sechs Punkte in acht Spielen und schied als 28. von 36 Mannschaften aus.

## Spiel- und Trainingsstätten

### Historische Spielstätten

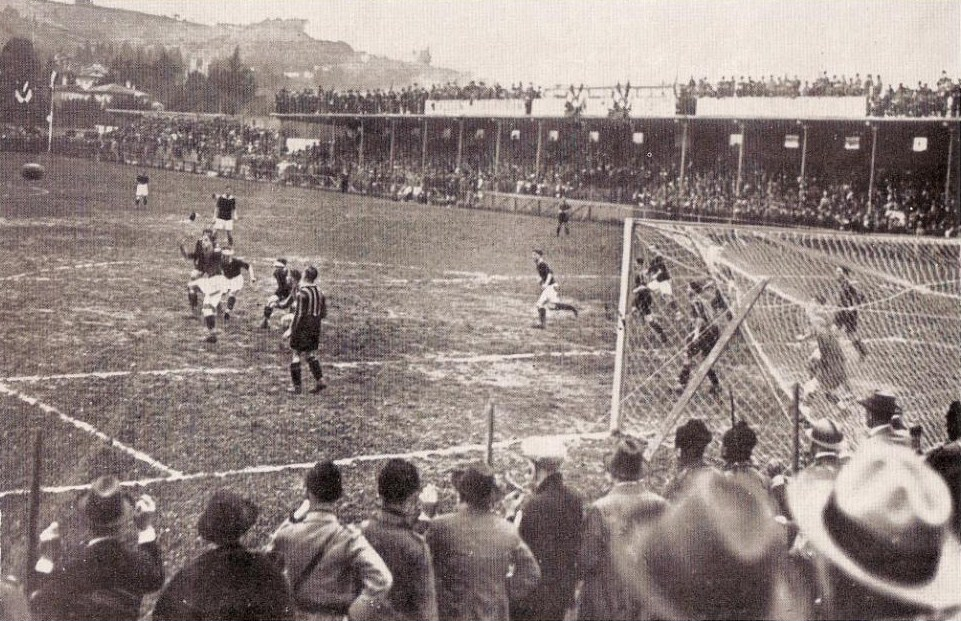
Stadio Sterlino um 1927

Die erste Spielstätte des FC Bologna waren Fußballfelder in den Gärten Prati di Caprara am Rande der Stadt Bologna, in dem Gebiet an dem sich heute das Krankenhaus Maggiore di Bologna befindet.
Von 1910 bis 1913 spielte das Team seine Spiele auf dem Cesoia, einem umzäunten Feld mit Umkleidekabinen.
1913 beschlossen Mitglieder des Vereins, angeführt von Rodolfo Minelli, ihre Spiele im Stadio Sterlino auszutragen. Das baufällige Kleinstadion wurde von den Vereinsmitgliedern renoviert und mit Zuschauertribünen ausgestattet.
Im Jahr 1921, nach dem Ende des Ersten Weltkriegs, wurde das Stadion weiter ausgebaut und bis 1927 genutzt.

### Stadion

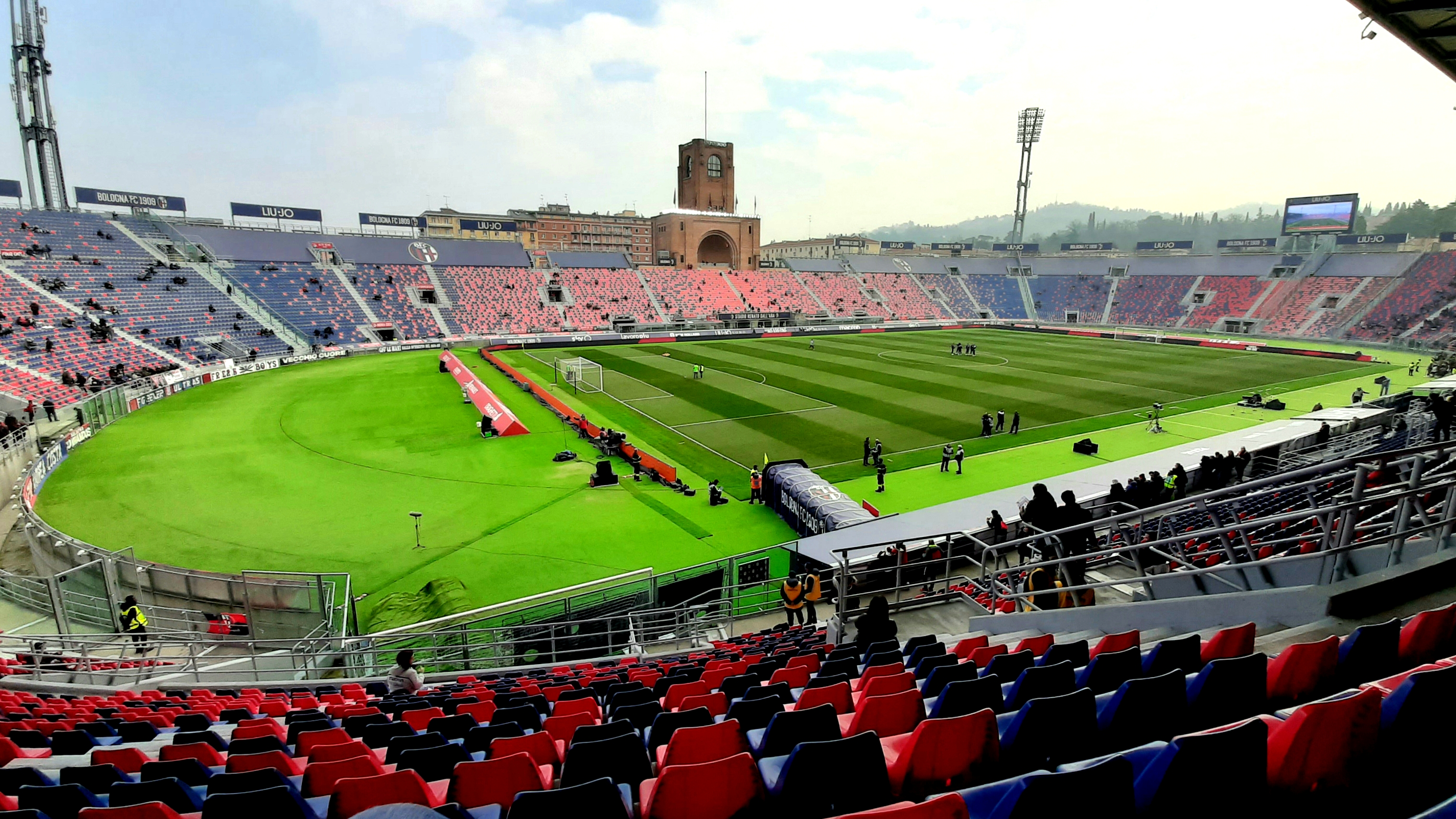
Stadio Renato Dall’Ara (2020)

In anbetracht des in die Jahre gekommenen Stadio Sterlino, begannen 1925 die Bauarbeiten zur Errichtung eines neuen und zeitgemäßen Stadions, dem Stadio Renato Dall’Ara, welches zum Zeitpunkt des Spatenstiches unter dem Namen Stadio Littoriale bekannt wurde. Das Stadion wurde 1927 eingeweiht und galt zur damaligen Zeit aufgrund ihrer Kapazität, sowie der Multifunktionalität als Sportstätte als das „erste echte Stadion Italiens“, auch da es das erste Stadion der Welt war, welches mit einem Flutlichtsystem ausgestattet war. Nach dem Ende des Zweiten Weltkriegs wurde der Name des Stadions in Stadio Comunale di Bologna geändert, gemeinhin bekannt als il Comunale. Seit 1983 trägt das Stadion zu Ehren des langjährigen Präsidenten des Vereins den Namen Stadio Renato Dall’Ara. Markenzeichen des Stadions ist ein großes Marathontor gegenüber der Haupttribüne. Heute bietet das Stadion rund 36.000 Zuschauern platz.

## Vereinsfarben und -wappen
Der FC Bologna trägt seit seiner Gründung 1909 die Farben Rot und Blau, dazu weiße Hosen und blaue Stutzen. Das heutige Vereinswappen zeigt das Akronym BFC und das Gründungsjahr 1909 im oberen Teil sowie die Farben des Vereins und das Georgskreuz im unteren Teil.

1993 bis 2018
Seit 2018

## Daten und Fakten

### Vereinserfolge

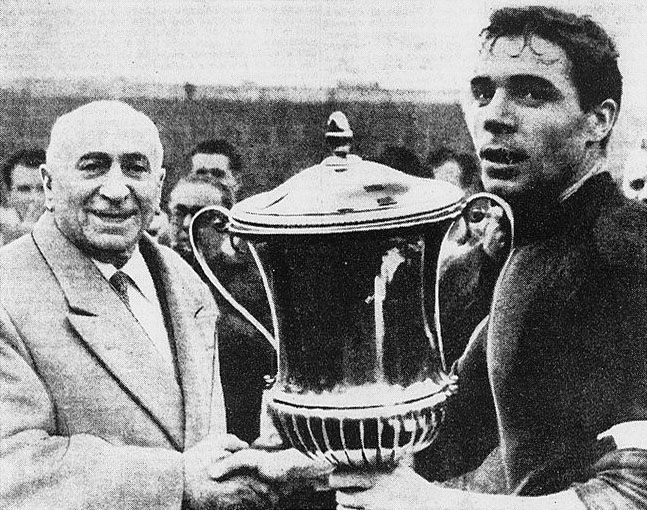
Mannschaftskapitän Mirko Pavinato und Vereinspräsident Renato Dall’Ara mit dem Mitropapokal 1961.

| National                         | Titel | Saison                                                        |
| -------------------------------- | ----- | ------------------------------------------------------------- |
| Italienische Meisterschaft       | 7     | 1924/25, 1928/29, 1935/36, 1936/37, 1938/39, 1940/41, 1963/64 |
| Italienischer Pokal              | 3     | 1969/70, 1973/74, 2024/25                                     |
| International                    | Titel | Saison                                                        |
| Mitropacup                       | 3     | 1932, 1934, 1961                                              |
| UEFA Intertoto Cup               | 1     | 1998                                                          |
| Englisch-italienischer Ligapokal | 1     | 1970                                                          |

### Aktueller Kader der Saison 2024/25
Stand: 27. Mai 2025
| Nr. |             | Position | Name               |
| --- | ----------- | -------- | ------------------ |
| 1   | Polen       | TW       | Łukasz Skorupski   |
| 2   | Schweden    | AB       | Emil Holm          |
| 5   | Kroatien    | AB       | Martin Erlić       |
| 6   | Kroatien    | MF       | Nikola Moro        |
| 7   | Italien     | ST       | Riccardo Orsolini  |
| 8   | Schweiz     | MF       | Remo Freuler       |
| 9   | Argentinien | ST       | Santiago Castro    |
| 11  | Schweiz     | ST       | Dan Ndoye          |
| 14  | Italien     | AB       | Davide Calabria    |
| 15  | Italien     | AB       | Nicolò Casale      |
| 17  | Marokko     | MF       | Oussama El Azzouzi |
| 18  | Italien     | MF       | Tommaso Pobega     |
| 19  | Schottland  | MF       | Lewis Ferguson     |
| 20  | Schweiz     | MF       | Michel Aebischer   |
| 21  | Danemark    | ST       | Jens Odgaard       |

| Nr. |              | Position | Name                    |
| --- | ------------ | -------- | ----------------------- |
| 22  | Griechenland | AB       | Charalampos Lykogiannis |
| 23  | Italien      | TW       | Nicola Bagnolini        |
| 24  | Niederlande  | ST       | Thijs Dallinga          |
| 26  | Kolumbien    | AB       | Jhon Lucumí             |
| 28  | Italien      | ST       | Nicolò Cambiaghi        |
| 29  | Italien      | AB       | Lorenzo De Silvestri    |
| 30  | Argentinien  | ST       | Benjamín Domínguez      |
| 31  | Niederlande  | AB       | Sam Beukema             |
| 33  | Spanien      | AB       | Juan Miranda            |
| 34  | Italien      | TW       | Federico Ravaglia       |
| 39  | Spanien      | ST       | Estanis Pedrola         |
| 66  | Italien      | AB       | Wisdom Amey             |
| 80  | Italien      | MF       | Giovanni Fabbian        |
|     | Island       | MF       | Andri Fannar Baldursson |

### Ehemalige Spieler
- Robert Acquafresca
- Angelo Alessio
- Kennet Andersson
- Miguel Andreolo
- Stephen Appiah
- Klaus Bachlechner
- Roberto Baggio
- Mauro Bellugi
- Amedeo Biavati
- Massimo Bonini
- Matteo Brighi
- Miguel Britos
- Giacomo Bulgarelli
- Antonio Cabrini
- Aldo Campatelli
- Gino Cappello
- Ciro Capuano
- Carlo Ceresoli
- Nicolò Cherubin
- Luciano Chiarugi
- Sergio Clerici
- Ferdinando Coppola
- Franco Cresci
- Julio Cruz
- Héctor Demarco
- Stefano Denswil
- Mattia Destro
- Lajos Détári
- Alessandro Diamanti
- Amadou Diawara
- Mitchell Dijks
- Aldo Donati
- Godfred Donsah
- Blerim Džemaili
- Enrico Fantini
- Eugenio Fascetti
- Giovanni Ferrari
- Romano Fogli
- Carlo Furlanis
- Alessandro Gamberini
- Felice Gasperi
- Pietro Genovesi
- Mario Gianni
- Federico Giunti
- Giancarlo González
- Roberto Guana
- Ivan Gregori
- Aristide Guarneri
- Helmut Haller
- Filip Helander
- Aaron Hickey
- Klas Ingesson
- Mark Iuliano
- Francesco Janich
- Antonio Juliano
- Mohamed Kallon
- Igor Kolywanow
- Panagiotis Kone
- Ladislav Krejčí
- Salvatore Lanna
- Nicola Legrottaglie
- Tomas Locatelli
- Luciano
- Augusto Magli
- Bruno Maini
- Aldo Maldera
- Marco De Marchi
- Enzo Maresca
- Humberto Maschio
- Adam Masina
- Ibrahima Mbaye
- Antonio Mirante
- Eraldo Monzeglio
- Emiliano Moretti
- Massimo Mutarelli
- Ádám Nagy
- Valentin Năstase
- Paolo Negro
- Carlo Nervo
- Herbert Neumann
- Harald Nielsen
- Savio Nsereko
- Davide Olivares
- Luís Oliveira
- Pablo Daniel Osvaldo
- Gianluca Pagliuca
- Mario Pagotto
- Rodrigo Palacio
- Adelmo Paris
- Ezio Pascutti
- Eraldo Pecci
- Marino Perani
- Bernardo Perin
- Gino Pivatelli
- Andrea Poli
- Ivo Pulga
- Erick Pulgar
- Ettore Puricelli
- Ivan Radovanović
- Gastón Ramírez
- Carlo Reguzzoni
- Francesco Rizzo
- Tazio Roversi
- Federico Santander
- Giuseppe Savoldi
- Igor Schalimow
- Giuseppe Signori
- Angelo Schiavio
- Mattias Svanberg
- Saphir Taïder
- Igli Tare
- Arthur Theate
- Takehiro Tomiyasu
- Roberto Tricella
- Kubilay Türkyılmaz
- Paride Tumburus
- Ferruccio Valcareggi
- Giuseppe Della Valle
- Paolo Vanoli
- Giuseppe Vavassori
- Nicola Ventola
- Simone Verdi
- Emiliano Viviano
- Herbert Waas
- Pierre Womé
- Cristian Zaccardo
- Theodoros Zagorakis
- Cristian Zenoni
- Giuseppe Zinetti
- Zé Elias

### Trainerhistorie
| Cheftrainer | Cheftrainer                         |
| Amtszeit    | Name                                |
| ----------- | ----------------------------------- |
| 1909–1919   | kein Trainer                        |
| 1920–1931   | Hermann Felsner                     |
| 1931–1932   | Gyula Lelovics                      |
| 1932        | József Nagy                         |
| 1932–1933   | Achille Gama                        |
| 1933–1934   | Pietro Genovesi (techn. Kommission) |
| 1934        | Lajos Kovács                        |
| 1934–1938   | Árpád Weisz                         |
| 1938–1942   | Hermann Felsner                     |
| 1942–1943   | Mario Montesanto                    |
| 1945–1946   | Alexander Popovich                  |
| 1946        | Pietro Genovesi (techn. Kommission) |
| 1946–1947   | József Viola                        |
| 1947–1948   | Gyula Lelovics                      |
| 1948–1949   | Anton Cargnelli                     |
| 1949–1951   | Edmund Crawford                     |
| 1951        | Raffaele Sansone                    |
| 1951–1952   | Giuseppe Galluzzi                   |
| 1952        | Gyula Lelovics                      |
| 1952–1956   | Gipo Viani                          |
| 1956–1957   | Aldo Campatelli                     |
| 1957        | Ljubo Benčić                        |
| 1957–1958   | György Sárosi                       |
| 1958–1959   | Alfredo Foni                        |
| 1959–1961   | Federico Allasio                    |
| 1961–1965   | Fulvio Bernardini                   |
| 1965        | Manlio Scopigno                     |
| 1965–1968   | Luis Carniglia                      |

| Cheftrainer | Cheftrainer            |
| Amtszeit    | Name                   |
| ----------- | ---------------------- |
| 1968        | Gipo Viani             |
| 1968–1969   | Cesarino Cervellati    |
| 1969        | Oronzo Pugliese        |
| 1969–1972   | Edmondo Fabbri         |
| 1972–1976   | Bruno Pesaola          |
| 1976–1977   | Gustavo Giagnoni       |
| 1977        | Cesarino Cervellati    |
| 1977–1979   | Bruno Pesaola          |
| 1979        | Marino Perani          |
| 1979        | Cesarino Cervellati    |
| 1979–1980   | Marino Perani          |
| 1980–1981   | Luigi Radice           |
| 1981–1982   | Tarcisio Burgnich      |
| 1982–1982   | Francesco Liguori      |
| 1982        | Alfredo Magni          |
| 1982–1983   | Paolo Carosi           |
| 1983        | Cesarino Cervellati    |
| 1983–1984   | Giancarlo Cadè         |
| 1984        | Nello Santin           |
| 1984–1985   | Bruno Pace             |
| 1985–1986   | Carlo Mazzone          |
| 1986–1987   | Vincenzo Guerini       |
| 1987        | Giovan Battista Fabbri |
| 1987–1990   | Luigi Maifredi         |
| 1990–1990   | Franco Scoglio         |
| 1990–1991   | Luigi Radice           |
| 1991        | Luigi Maifredi         |
| 1991–1992   | Nedo Sonetti           |
| 1992–1993   | Eugenio Bersellini     |

| Cheftrainer | Cheftrainer         |
| Amtszeit    | Name                |
| ----------- | ------------------- |
| 1993        | Aldo Cerantola      |
| 1993        | Romano Fogli        |
| 1993        | Alberto Zaccheroni  |
| 1993–1994   | Edoardo Reja        |
| 1994–1998   | Renzo Ulivieri      |
| 1998–1999   | Carlo Mazzone       |
| 1999        | Sergio Buso         |
| 1999–2003   | Francesco Guidolin  |
| 2003–2005   | Carlo Mazzone       |
| 2005        | Renzo Ulivieri      |
| 2005–2006   | Andrea Mandorlini   |
| 2006–2007   | Renzo Ulivieri      |
| 2007        | Luca Cecconi        |
| 2007–2008   | Daniele Arrigoni    |
| 2008–2009   | Siniša Mihajlović   |
| 2009        | Giuseppe Papadopulo |
| 2009–2010   | Franco Colomba      |
| 2010–2011   | Alberto Malesani    |
| 2011        | Pierpaolo Bisoli    |
| 2011–2014   | Stefano Pioli       |
| 2014        | Davide Ballardini   |
| 2014–2015   | Diego López         |
| 2015        | Delio Rossi         |
| 2015–2018   | Roberto Donadoni    |
| 2018–2019   | Filippo Inzaghi     |
| 2019–2022   | Siniša Mihajlović   |
| 2022–2024   | Thiago Motta        |
| 2024–       | Vincenzo Italiano   |

### Vereinsrekorde
- Serie A
  - Höchster Sieg : 8:0 FC Bologna – US Triestina in der Saison 1931/32.
  - Höchste Niederlage: 8:2 Lazio Rom – FC Bologna in der Saison 1947/48.
  - Rekordspieler: Giacomo Bulgarelli mit 392 Einsätzen
  - Rekordtorschütze: Carlo Reguzzoni mit 139 Toren
  - Meiste Tore in einer Saison: Gino Pivatelli mit 29 Toren in der Saison 1955/56